# Налбандян (село)
Налбандян (вірм. Նալբանդյան) — село в марзі Армавір, на заході Вірменії. Село розташоване за 11 км на південний захід від міста Армавір, за 4 км на північний схід від села Геташен, за 3 км на південний схід від села Амасія, за 3 км на південь від села Нор Армавір, за 2 км на південний захід від села Нор Артагес та за 4 км на північний захід від села Джанфіда.
Село назване на честь видатного вірменського письменника Мікаела Налбандяна.